# Flugvikt i grekisk-romersk stil i brottning vid olympiska sommarspelen 1992
Herrarnas brottningsturnering i grekisk-romersk stil i viktklassen flugvikt vid olympiska sommarspelen 1992 avgjordes i Barcelona i Institut Nacional d'Educació Física de Catalunya. 

## Medaljörer
| Klass    | Guld                  | Silver                      | Brons                    |
| Flugvikt | Jon Rønningen · Norge | Alfred Ter-Mkrtychyan · OSS | Min Kyung-Gab · Sydkorea |

## Resultat
- TO — Vinst genom fall
- SP — Vinst genom överlägsenhet, 12-14 poängs skillnad, förloraren med poäng
- SO — Vinst genom överlägsenhet, 12-14 poängs skillnad, förloraren utan poäng
- ST — Vinst genom teknisk överlägsenhet, 15 poäng skillnad
- PP — Vinst genom poäng, förloraren med tekniska poäng
- PO — Vinst genom poäng, förloraren utan tekniska poäng
- PA — Vinst genom att motståndaren skadas
- DQ — Vinst genom förverkande
- D2 — Båda brottarna diskvalificerade på grund av passivitet  (0-0 poäng)
- DNA — Dök inte upp
- L — Förluster
- ER — Elimineringsrunda
- CP — Klassificeringspoäng
- TP — Tekniska poäng

- PA — Vinst genom att motståndaren skadats

### Elimineringsrunda

#### Pool A
| L        |                             | CP       | TP       |                             | L        |          |
| Omgång 1 | Omgång 1                    | Omgång 1 | Omgång 1 | Omgång 1                    | Omgång 1 | Omgång 1 |
| -------- | --------------------------- | -------- | -------- | --------------------------- | -------- | -------- |
| 0        | Min Kyung-Gab (KOR)         | 4-0 PA   | 4:37     | Majid Jahandideh (IRI)      | 1        |          |
| 0        | Ismo Kamesaki (FIN)         | 3-1 PP   | 2-1      | Serge Robert (FRA)          | 1        |          |
| 0        | Valentin Rebegea (ROU)      | 3-1 PP   | 5-3      | Raúl Martínez (CUB)         | 1        |          |
| 1        | Olaf Brandt (GER)           | 0-3.5 SO | 0-13     | Alfred Ter-Mkrtychyan (EUN) | 0        |          |
| 0        | Khaled Al-Faraj (SYR)       |          |          | Bye                         |          |          |
| Omgång 2 |                             |          |          |                             |          |          |
| 1        | Khaled Al-Faraj (SYR)       | 1-3 PP   | 5-8      | Min Kyung-Gab (KOR)         | 0        |          |
| 2        | Majid Jahandideh (IRI)      | 0-3 PO   | 0-6      | Ismo Kamesaki (FIN)         | 0        |          |
| 2        | Serge Robert (FRA)          | 1-3 PP   | 1-2      | Valentin Rebegea (ROU)      | 0        |          |
| 1        | Raúl Martínez (CUB)         | 4-0 ST   | 15-0     | Olaf Brandt (GER)           | 2        |          |
| 0        | Alfred Ter-Mkrtychyan (EUN) |          |          | Bye                         |          |          |
| Omgång 3 |                             |          |          |                             |          |          |
| 0        | Alfred Ter-Mkrtychyan (EUN) | 3-1 PP   | 4-1      | Khaled Al-Faraj (SYR)       | 2        |          |
| 0        | Min Kyung-Gab (KOR)         | 3-1 PP   | 12-1     | Valentin Rebegea (ROU)      | 1        |          |
| 0        | Ismo Kamesaki (FIN)         | 3-1 PP   | 4-2      | Raúl Martínez (CUB)         | 2        |          |
| Omgång 4 |                             |          |          |                             |          |          |
| 0        | Alfred Ter-Mkrtychyan (EUN) | 3-0 PO   | 3-0      | Min Kyung-Gab (KOR)         | 1        |          |
| 1        | Ismo Kamesaki (FIN)         | 0-3 PO   | 0-7      | Valentin Rebegea (ROU)      | 1        |          |
| Omgång 5 |                             |          |          |                             |          |          |
| 0        | Alfred Ter-Mkrtychyan (EUN) | 3-0 PO   | 5-0      | Valentin Rebegea (ROU)      | 2        |          |
| 1        | Min Kyung-Gab (KOR)         | 3-1 PP   | 10-2     | Ismo Kamesaki (FIN)         | 2        |          |

| Brottare                    | L | ER | CP   |
| --------------------------- | - | -- | ---- |
| Alfred Ter-Mkrtychyan (EUN) | 0 | -  | 12.5 |
| Min Kyung-Gab (KOR)         | 1 | -  | 13   |
| Valentin Rebegea (ROU)      | 2 | 5  | 10   |
| Ismo Kamesaki (FIN)         | 2 | 5  | 10   |
| Raúl Martínez (CUB)         | 2 | 3  | 6    |
| Khaled Al-Faraj (SYR)       | 2 | 3  | 2    |
| Serge Robert (FRA)          | 2 | 2  | 2    |
| Majid Jahandideh (IRI)      | 2 | 2  | 0    |
| Olaf Brandt (GER)           | 2 | 2  | 0    |

#### Pool B
| L        |                        | CP       | TP       |                        | L        |          |
| Omgång 1 | Omgång 1               | Omgång 1 | Omgång 1 | Omgång 1               | Omgång 1 | Omgång 1 |
| -------- | ---------------------- | -------- | -------- | ---------------------- | -------- | -------- |
| 1        | Ulises Valentin (DOM)  | 0-4 ST   | 0-16     | Bratan Tzenov (BUL)    | 0        |          |
| 0        | Senad Rizvanović (IOP) | 3-0 PO   | 10-0     | Remzi Öztürk (TUR)     | 1        |          |
| 0        | Jon Rønningen (NOR)    | 4-0 ST   | 17-0     | Ramón Meña (PAN)       | 1        |          |
| 0        | Shawn Sheldon (USA)    | 3-0 PO   | 7-0      | Said Tango (MAR)       | 1        |          |
| Omgång 2 |                        |          |          |                        |          |          |
| 2        | Ulises Valentin (DOM)  | 0-4 ST   | 3-21     | Senad Rizvanović (IOP) | 0        |          |
| 0        | Bratan Tzenov (BUL)    | 3-0 PO   | 2-0      | Remzi Öztürk (TUR)     | 2        |          |
| 0        | Jon Rønningen (NOR)    | 3-0 PO   | 5-0      | Shawn Sheldon (USA)    | 1        |          |
| 1        | Ramón Meña (PAN)       | 3-1 PP   | 5-2      | Said Tango (MAR)       | 2        |          |
| Omgång 3 |                        |          |          |                        |          |          |
| 1        | Bratan Tzenov (BUL)    | 1-3 PP   | 3-5      | Jon Rønningen (NOR)    | 0        |          |
| 1        | Senad Rizvanović (IOP) | 1-3 PP   | 1-3      | Shawn Sheldon (USA)    | 1        |          |
| 1        | Ramón Meña (PAN)       |          |          | DNA                    |          |          |
| Omgång 4 |                        |          |          |                        |          |          |
| 1        | Bratan Tzenov (BUL)    | 1-3 PP   | 2-5      | Shawn Sheldon (USA)    | 1        |          |
| 2        | Senad Rizvanović (IOP) | 0-3 PO   | 0-11     | Jon Rønningen (NOR)    | 0        |          |

| Brottare               | L | ER | CP |
| ---------------------- | - | -- | -- |
| Jon Rønningen (NOR)    | 0 | -  | 13 |
| Shawn Sheldon (USA)    | 1 | -  | 9  |
| Bratan Tzenov (BUL)    | 2 | 4  | 9  |
| Senad Rizvanović (IOP) | 2 | 4  | 8  |
| Said Tango (MAR)       | 2 | 2  | 1  |
| Ulises Valentin (DOM)  | 2 | 2  | 0  |
| Remzi Öztürk (TUR)     | 2 | 2  | 0  |
| Ramón Meña (PAN)       | 1 | 2  | 3  |

### Finalomgångar
|                             | CP        | TP        |                        |           |
| 9:e plats                   | 9:e plats | 9:e plats | 9:e plats              | 9:e plats |
| --------------------------- | --------- | --------- | ---------------------- | --------- |
| Raúl Martínez (CUB)         | 4-0 ST    | 15-0      | Said Tango (MAR)       |           |
| 7:e plats                   |           |           |                        |           |
| Ismo Kamesaki (FIN)         | 3-1 PP    | 2-1       | Senad Rizvanović (IOP) |           |
| 5:e plats                   |           |           |                        |           |
| Valentin Rebegea (ROU)      | 1-3 PP    | 1-6       | Bratan Tzenov (BUL)    |           |
| Bronsmatch                  |           |           |                        |           |
| Min Kyung-Gab (KOR)         | DNA 1     |           | Shawn Sheldon (USA)    |           |
| Final                       |           |           |                        |           |
| Alfred Ter-Mkrtychyan (EUN) | 1-3 PP    | 1-2       | Jon Rønningen (NOR)    |           |